# Taenaris grisescens
Taenaris grisescens är en fjärilsart som beskrevs av Rothschild 1915. Taenaris grisescens ingår i släktet Taenaris och familjen praktfjärilar. Inga underarter finns listade i Catalogue of Life.